# Konstantyn (Diakow)
Konstantyn, imię świeckie Konstantin Grigoriewicz Diakow (ur. 9 maja?/21 maja 1871 lub 1875 w guberni czernihowskiej, zm. 10 listopada 1937 w Kijowie) – biskup Rosyjskiego Kościoła Prawosławnego, nowomęczennik.

## Życiorys
Ukończył seminarium duchowne w Charkowie, po czym przyjął święcenia kapłańskie jako kapłan żonaty i został skierowany do pracy duszpasterskiej w Czuhijewie, a następnie w cerkwi Narodzenia Pańskiego w Charkowie. Miał córkę Melitynę.
W 1922 został na krótko aresztowany przez Czekę. W 1924, po śmierci żony, złożył śluby zakonne i natychmiast otrzymał godność archimandryty. 8 września tego samego roku miała miejsce jego chirotonia na biskupa sumskiego, wikariusza eparchii charkowskiej, tymczasowo zarządzającego nią z braku biskupa ordynariusza. 12 listopada 1927 podniesiony do godności arcybiskupiej z tytułem arcybiskupa charkowskiego i achtyrskiego, egzarchy całej Ukrainy. 2 kwietnia 1931 nagrodzony za osiągnięcia w pracy duszpasterskiej prawem noszenia krzyża na kłobuku. Od 18 maja 1932 metropolita. 26 czerwca 1934 objął katedrę kijowską, zachowując tytuł egzarchy Ukrainy.
We wrześniu 1937 został aresztowany przez NKWD i osadzony w więzieniu łukianowskim w Kijowie. 10 listopada tego samego roku zmarł w czasie przesłuchania.
W 1993 kanonizowany przez Ukraiński Kościół Prawosławny Patriarchatu Moskiewskiego jako nowomęczennik. 